# 포레나 전주 에코시티
포레나 전주 에코시티(영어: FORENA Jeonju Eco-City)는 대한민국 전북특별자치도 전주시 덕진구 송천동2가, 전주 에코시티에 위치한 아파트다. 총 4개동 아파트(101동 ~ 104동), 2개동 오피스텔(105동 ~ 106동), 상가로 구성되어 있다. 2020년에 착공하여 2023년에 완공 후 5월에 개장하였다. 용도가 아파트다.

## 역사
2019년 아파트를 지을 계획을 한다고 한다. 한화건설이 새 브랜드인 포레나(FORENA)를 런칭했다. 10월 초 전주에코시티 주상복합용지 1, 2블록에서 분양한다고 한다. 2020년에 착공하여 2023년 완공하였고 5월에 개장하고 입주가 시작되었다.

## 구성
| 동 명칭 | 층수 | 높이 |
| ------- | ---- | ---- |
| 101동   | 45층 | 153m |
| 102동   | 41층 | 137m |
| 103동   | 45층 | 153m |
| 104동   | 45층 | 153m |
| 105동   | 27층 | 93m  |
| 106동   | 26층 | 90m  |

## 높이
층수 최고 지상 45층, 지하 5층이고 높이는 153m이다. 완공 시 전주시에서 가장 높은 아파트가 되었다. 현재 전북특별자치도에서 가장 높은 건물이다. 아파트와 오피스텔의 높이가 다르다. 아파트 101동, 103동, 104동의 높이는 최고 높이 153m이고 최고 층수는 45층이다. 오피스텔 105동의 높이는 최고 높이는 93m고 최고 층수는 27층이다.

## 특징
아파트와 오피스텔, 그리고 상가로 구성되어 있다. 101동 ~ 104동은 아파트고 105동 ~ 106동은 오피스텔이고 상가가 있다. 세대수는 아파트 614세대, 오피스텔 203실이 있고 주차대수는 아파트 1,182대 (세대당 1.92대), 오피스텔 246대, (세대당 1.3대) 상가 240대의 배치가 가능하다. 주변에는 단지 내 시설은 쇼핑인 스트리트 몰이 있고 밖의 시설에도 쇼핑이 있다.

## 내부 시설

### 101동
| 층수                | 시설       |
| ------------------- | ---------- |
| 21층 ~ 45층         | 아파트     |
| 20층                | -          |
| 3층 ~ 19층          | 아파트     |
| 2층                 | 필로티     |
| 1층                 | 상업시설   |
| 지하 5층 ~ 지하 1층 | 지하주차장 |

### 102동
| 층수                | 시설       |
| ------------------- | ---------- |
| 21층 ~ 41층         | 아파트     |
| 20층                | -          |
| 3층 ~ 19층          | 아파트     |
| 2층                 | 필로티     |
| 1층                 | 상업시설   |
| 지하 5층 ~ 지하 1층 | 지하주차장 |

### 103동
| 층수                | 시설       |
| ------------------- | ---------- |
| 21층 ~ 45층         | 아파트     |
| 20층                | -          |
| 3층 ~ 19층          | 아파트     |
| 2층                 | 부대시설   |
| 1층                 | 상업시설   |
| 지하 5층 ~ 지하 1층 | 지하주차장 |

### 104동
| 층수                | 시설               |
| ------------------- | ------------------ |
| 21층 ~ 45층         | 아파트             |
| 20층                | -                  |
| 4층 ~ 19층          | 아파트             |
| 3층                 | 필로티             |
| 1층 ~ 2층           | 상업시설, 부대시설 |
| 지하 5층 ~ 지하 1층 | 지하주차장         |

## 같이 보기
- 대한민국의 마천루 목록
- 전북특별자치도의 마천루 목록
- 전주시의 마천루 목록